# Liolaemus josei
Liolaemus josei — вид ігуаноподібних ящірок родини Liolaemidae. Ендемік Аргентини.

## Поширення і екологія
Liolaemus josei мешкають в департаментах Сан-Рафаель і Маларгуе на півдні провінції Мендоса, а також в департаментах Чікаль-Ко і Пуелен на північному заході провінції Ла-Пампа. Вони живуть серед вулканічних базальтових скель і піщаних ґрунтів. Зустрічаються на висоті від 700 до 2100 м над рівнем моря.